# Draconarius stemmleri
Draconarius stemmleri är en spindelart som först beskrevs av Brignoli 1978.  Draconarius stemmleri ingår i släktet Draconarius och familjen mörkerspindlar.
Artens utbredningsområde är Bhutan. Inga underarter finns listade i Catalogue of Life.